# Квантовый скачок
Квантовый скачок — мгновенный переход квантовой системы (атома, молекулы, атомного ядра) из одного состояния в другое. 
Понятие было введено Нильсом Бором.
Квантовый скачок — явление, свойственное именно квантовым системам и отличающее их от классических систем, где любые переходы выполняются постепенно. В квантовой механике подобные скачки связаны с неунитарной эволюцией квантовомеханической системы в процессе измерения.
Квантовый скачок может сопровождаться испусканием или поглощением фотонов; передача энергии при квантовом скачке может также происходить путём  переноса энергии или при столкновениях с другими частицами.
При поглощении системой энергии происходит переход на более высокий энергетический уровень (возбуждение), при потере системой энергии происходит переход на более низкий энергетический уровень. В современной физике понятие квантового скачка используется редко, как правило говорят о переходах между квантовыми состояниями либо энергетическими уровнями.